# Tōyō Mitsunobu
Tōyō Mitsunobu (光延東洋, Mitsunobu Tōyō), né le 9 octobre 1897 dans la préfecture d'Okayama et tué le 8 juin 1944 dans les Alpes italiennes, est un militaire de la Marine impériale japonaise.

## Biographie
Durant la Seconde Guerre mondiale, il est un contre-amiral de la marine impériale japonaise employé en Italie. Le 8 juin 1944, alors qu'il était en train d'aller avec son assistant Yamanaka Merano pour une Conférence navale, sa voiture est arrêtée par le groupe XI Zone Patriotes, commandé par Manrico « Pippo » Ducceschi à Pianosinatico, près du village d'Abetone, le long de la « Ligne gothique. »  Mitsunobu tente de s'échapper, mais il est tué. Parmi ses papiers furent trouvés nombre de documents importants concernant la guerre dans l'océan Pacifique qui plus tard aideront lors des opérations majeures des États-Unis pour la victoire finale.